# Кулажинці (Лубенський район)
Кулажи́нці — село в Україні, у Лубенському районі Полтавської області. Населення становить 554 осіб. Входить до складу Гребінківської міської громади.

## Географія
Село Кулажинці знаходиться на лівому березі річки Гнила Оржиця, вище за течією на відстані 1,5 км розташоване село Архемівка, нижче за течією на відстані 4,5 км розташоване село Короваї, на протилежному березі — села Наталівка і Новодар. По селу протікає пересихаючий струмок з загатою. Оскільки село розташоване на межі районів, входило і до Пирятинського, і до Гребінківського району. 

## Історія
Вперше Кулажинці згадуються на карті відомого французького інженера і військового картографа Ґійома де Бопляна в 1650 році. За даними Генерального опису Лівобережної України 1765—1769 рр., Кулажинці входили до складу 1-ї Пирятинської сотні Лубенського полку Війська Запорозького Городового. 
З 1917 — у складі УНР, з квітня 1918 — у складі Української Держави Гетьмана Павла Скоропадського. З 1921 тут панує стабільний окупаційний режим комуністів, якому чинили опір місцеві мешканці. 1932 комуністи організували голод у селі, яким убили переважно старих людей та дітей. 
В роки Другої світової війни в селі під захистом німецької адміністрації жили мама і сестра відомого письменника Юрія Яновського з сім"єю. У жовтні 1943-го письменник разом із членом Миколою Бажаном та іншими письменниками приїхали до зайнятого комуністами села. З ними був сталінський улюбленець Хрущов, який запропонував сестрі Яновського Олені Іванівні, педагогу за фахом, переїхати із сімейством до Харкова. Але вона відмовилась, сказавши, що і сільських дітей треба вчити. Тоді Микита Сергійович пообіцяв допомогти збудувати в Кулажинцях нову школу…Закінчилась війна, йшли роки, а діти в семирічці вчились по окремих хатах. І тоді голова сільради Яким Нечипуренко написав листа в газету «Правда» від імені свого хрещеника Петі Бідненка, де згадав і про обіцянку Хрущова. Приїхав кореспондент, у «Правді» з'явилася стаття « Петина школа», а в 55-му в Кулажинцях — нова, простора, сучасна, більш як на 300 місць школа.
Цікава історія спорудження в Кулажинцях у 1955 році нової школи, що стала першою в районі сільською середньою школою і в якій навчались діти з 10 сіл двох районів. 
Село до 12 вересня 1991 р. підпорядковувалося Короваївській сільській раді. З 12 вересня 1991 р. є центром окремою Кулажинської сільської ради.

## Економіка
- Птахо-товарна і свинотоварна ферми.

## Об'єкти соціальної сфери
- Школа І—ІІІ ст.

## Уродженці
- Гоч Дмитро Свиридович (1912—1986) — майстер художньої кераміки.
- Маркович Опанас Васильович (1822—1867) — український фольклорист, народознавець, етнограф, громадський діяч, чоловік письменниці Марка Вовчка.
- Савелій Сергій Степанович (1955—2024) — спортивний коментатор.
- Шкарбан Микола Іванович (нар. 1936) — вчений агроном, народний депутат України 1-го скликання.